# Puntius nankyweensis
Puntius nankyweensis är en fiskart som beskrevs av Kullander 2008. Puntius nankyweensis ingår i släktet Puntius och familjen karpfiskar. IUCN kategoriserar arten globalt som otillräckligt studerad. Inga underarter finns listade i Catalogue of Life.